# Bella Vista, Pueblo Viejo
Bella Vista är en ort i Mexiko.   Den ligger i kommunen Pueblo Viejo och delstaten Veracruz, i den östra delen av landet, 300 km norr om huvudstaden Mexico City. Bella Vista ligger 11 meter över havet och antalet invånare är 345.
Terrängen runt Bella Vista är platt. Havet är nära Bella Vista åt nordost.  Närmaste större samhälle är Ciudad Madero, 4,5 km väster om Bella Vista. 